# Manuel Pinho
Manuel António Gomes de Almeida de Pinho (Lisboa, Campo Grande, 28 de outubro de 1954) é um economista português. Após anos como político pelo Partido Socialista (PS), ocupou o cargo de Ministro da Economia e da Inovação em 2005-2009 no governo maioritário de José Sócrates, não possuindo à altura, no entanto, filiação partidária formal.
Professor de Economia Adjunto na Universidade Columbia, em 2010, e Professor visitante na Faculdade de Estudos Internacionais de Pequim. Em 2015-2016 também foi professor visitante na Universidade de Georgetown e, entre 2012 e 2013, Senior Fellow do Jackson Institute for International Affairs da Universidade Yale. Também lecionou no Yale College, na Yale School of Management, na Universidade de Renmin, na China, e na Universidade de Pequim. Em 2015 foi Professor Visitante na Universidade de Queensland, na Austrália, que lhe atribuiu a Rodney Wiley Eminent Fellowship em novembro de 2015.
Foi economista do Fundo Monetário Internacional, Diretor Geral do Tesouro, Presidente da Junta de Crédito Público e administrador do Banco Espírito Santo (BES).
Manuel Pinho é o primeiro ministro a ser condenado por um crime de corrupção durante o exercício dessa função e está em prisão domiciliária desde dezembro de 2021.

## Biografia
Licenciou-se em Economia, pelo Instituto Superior de Ciências Económicas e Financeiras da Universidade Técnica de Lisboa, em 1976, e doutorou-se em 1983 na Universidade de Paris-X, onde integra a lista dos ex-alunos notáveis. 
Foi professor na Universidade Católica Portuguesa e no Instituto Superior de Economia e Gestão, responsável pelo desk de Portugal no Fundo Monetário Internacional, de 1984 a 1987, director-geral do Tesouro e presidente da Junta do Crédito Público, de 1990 a 1993.  
Durante esse período foi criado o mercado de balcão de dívida pública e liberalizado o acesso de não- residentes. O Tesouro português recebeu o prémio Borrower of the Year em 2002. Em 2004 foi visiting schoolar na Stern School da Universidade de Nova Iorque.  
Em 1994 ingressou no Conselho de Administração do Banco Espírito Santo onde foi responsável pela área de mercado de capitais até 2004, ocupando também lugares de administração em várias empresas participadas, designadamente a Espírito Santo Investment, a Espírito Santo Activos Financeiros e a Espírito Santo Research. 
Em 2005 foi cabeça-de-lista do Partido Socialista no Círculo de Aveiro, sendo eleito deputado à Assembleia da República. Com a vitória do PS foi nomeado Ministro da Economia e Inovação do XVII Governo Constitucional. Quatro dias após a nomeação (12 de março de 2005) para o Ministério da Economia, reuniu-se com António Mexia para delinearam o plano de substituição de João Talone à frente da EDP, e acordam que a o ministro influencia a nomeação de Mexia para presidente da empresa. Foi também acordado, que da parte do ministro haveria a concessão de benefícios indevidos à EDP, através do exercício das suas funções públicas, tendo como contrapartida o apoio da EDP à sua carreira profissional e académica quando saísse do Governo. Os benefícios indevidos à EDP então acordados atingiram um valor de cerca de 1,2 mil milhões de euros.
Em 2006, sendo então proprietário de um imóvel na Rua Saraiva de Carvalho em Lisboa onde viveu e faleceu Almeida Garrett, promoveu a sua destruição e transformação desse espaço num condomínio de luxo, apesar dos esforços da sociedade civil para a preservação do mesmo.
Numa visita à China em fevereiro de 2007, afirmou para atrair investimento: "Uma das cinco razões para os empresários chineses investirem em Portugal é mão-de-obra mais barata do que em Espanha". Passados poucos anos, empresas chinesas passaram a controlar partes significativas da EDP, REN, Millenium BCP, Fidelidade, BESI (renomeado Haitong Bank), etc.
Em julho de 2009, no parlamento, Francisco Louçã questionava Manuel Pinho sobre as minas de Aljustrel. Como é habitual na sessões plenárias da Assembleia da República, Bernardino Soares, deputado do PCP, lançou um aparte direto ao ministro da Economia – chamou-lhe mentiroso e lembrou-lhe que tinha ido a Aljustrel entregar ao clube de futebol local um cheque de cinco mil euros "passado" pela EDP destinado a apoiar as categorias de jovens. A resposta, em forma gestual, ficou para os livros das polémicas no hemiciclo. Manuel Pinho dirigiu uns "chifres", ou "corninhos", como ficaram mais populares, ao deputado comunista. Depois, demitiu-se e garantiu nunca mais voltar a ter actividade política.
Foi considerado o inspirador da agenda do Plano Tecnológico, responsável pela condução da política de energia que levou Portugal a ser um dos líderes nas energias renováveis e um dos pioneiros na mobilidade eléctrica, tendo sido também autor da proposta que inspirou o Plano Tecnológico Europeu para a Energia. Em 2007 presidiu ao Conselho Europeu de Competitividade e da Energia, no âmbito da Presidência Portuguesa do Conselho da União Europeia.

### Condenação por corrupção
Em 2017, foi constituído arguido por suspeitas de benefícios de mais de 1,2 mil milhões de euros concedidos à EDP, enquanto Ministro da Economia do Governo de José Sócrates, nos Custos de Manutenção do Equilíbrio Contratual (CMEC) e extensão do domínio hídrico. Em 17 de maio de 2017, a Comissão Europeia decidiu, no entanto, que a EDP não foi beneficiada, que o governo usou avaliações com base em métodos aceites pelo mercado e que o estado português pois ter tido de pagar à EDP, em vez de receber um pagamento.
O Ministério Público alegou que Pinho terá recebido milhões de euros do Espírito Santo Financial Group como contrapartida, apesar de o BES ser apenas o 6.º maior acionista da EDP e de esta empresa ter uma participação cruzada com o BCP.
Um dos elementos centrais da investigação é o facto de, após ter saído do Governo, Pinho ter ido lecionar para a Universidade Columbia, em Nova Iorque, como professor adjunto com contratos a tempo parcial, mas que inicialmente foram chamados de "cátedra milionária" após um pagamento de um milhão de dólares por parte da EDP àquela instituição norte-americana para desenvolverem um programa conjunto. Nesta universidade ensinou várias centenas de alunos.
Posteriormente, a sua constituição como arguido foi considerada nula pelo juiz de instrução, mas o recurso do Ministério Público ao Tribunal da Relação de Lisboa acabaria por anular a decisão do juiz.
A 18 de julho de 2018 foi acusado de ter recebido "luvas" do BES no valor de 778 mil euros do saco azul do Grupo Espírito Santo (GES) quando era governante e que não declarou ao Tribunal Constitucional, e a 24 de setembro de 2018 suspeito de usar perdão fiscal para limpar milhões em "luvas" do BES.
A 22 de junho de 2020 foi acusado de ter sido subornado enquanto Ministro da Economia, bem como o seu assessor, João Conceição, um Secretário de Estado, Artur Trindade, e um Diretor-Geral, de Geologia e Energia, Miguel Barreto, por António Mexia (Presidente Executivo da EDP).
A 18 de janeiro de 2021, um despacho do juiz Carlos Alexandre revelou que Manuel Pinho, António Mexia e João Manso Neto terão sido corrompidos pela Odebrecht (atual Novonor) na obra da Barragem do Baixo Sabor.
Em 10 de fevereiro de 2021, o Tribunal Constitucional manteve o ex-ministro como arguido, mantendo-se válida a decisão do Tribunal da Relação de Lisboa que anulou a decisão do juiz Ivo Rosa de lhe retirar esse estatuto.
Em 14 de dezembro de 2021, foi detido e após interrogatório ficou detido na PSP de Moscavide. Ficou a aguardar julgamento em prisão domiciliária, por não aceitar pagar 6 milhões de caução, a maior caução da história já pedida.
Em dezembro de 2022, foi acusado de um crime de corrupção passiva para ato ilícito, outro de corrupção passiva, um crime de branqueamento de capitais e um crime de fraude fiscal, relativamente ao chamado caso EDP. Manuel Pinho terá recebido uma avença mensal de 15.000 €, paga pelo "saco azul" do GES (a Espírito Santo Enterprises), em contas na Suíça de duas sociedades offshore por si controladas, ocultas das autoridades. As sociedades offshore foram a "Mesete II" e a "Tartaruga Foundation", tendo esta última sido criada quatro dias antes de tomar posse como ministro. Durante o período em que foi Ministro da Economia (março de 2005 a julho de 2009), Manuel Pinho terá recebido mais de 1,27 milhões de euros: 15 mil euros de avença mensal e um pagamento de 500 mil euros em maio de 2005 (dois meses após ter tomado posse como ministro). Os magistrados do Ministério Público sublinham que Pinho funcionava não só como um “mero informador mas, sobretudo, um verdadeiro agente infiltrado do BES/GES no Governo da República”.
Em abril de 2023, foi pronunciado pelo Tribunal Central de Instrução Criminal e irá a julgamento pelos crimes atrás referidos, juntamente com os restantes arguidos do processo EDP - a sua mulher, Alexandra Pinho, e Ricardo Salgado. Foi mantida a medida de coação de prisão domiciliária.
Numa entrevista à RTP, publicada em 18 de abril de 2023, Manuel Pinho admitiu ter recebido 1,2 milhões de euros do GES e que esses pagamentos lhe "eram devidos".
Em 17 de outubro de 2023, Pinho explicou em audiência no tribunal que criou a "Tartaruga Foundation" para ocultar património que tinha de declarar ao Tribunal Constitucional como membro do governo, mas negou que fosse para receber subornos. Alegou que o dinheiro que recebeu correspondia a prémios a que tinha direito pelo seu trabalho no BES. Negou a existência de um crime fiscal, pois tinha regularizado tudo, em 2012, ao abrigo do Regime Excepcional de Regularização Tributária (RERT). Disse ainda que era o BES que impunha que recebesse os prémios por fora, e que o fez consigo também fez com outras dezenas de pessoas.
Em 6 de junho de 2024, foi condenado a 10 anos de prisão efetiva por corrupção ativa e passiva e branqueamento de capitais.
A defesa recorreu da sentença e o Tribunal da Relação de Lisboa decidiu, em 11 de abril de 2025, manter a condenação de 10 anos de prisão a Manuel Pinho no caso EDP por corrupção passiva e ativa e branqueamento de capitais. 

### Condecorações[24]
- Excelentíssimo Senhor Grã-Cruz da Real Ordem de Isabel a Católica de Espanha (19 de setembro de 2007)
- Grã-Cruz do Mérito com Estrela da Ordem do Mérito da República Federal da Alemanha (26 de maio de 2009)
- Grã-Cruz da Ordem do Mérito Real da Noruega (25 de setembro de 2009)
- Grã-Cruz da Ordem Nacional do Cruzeiro do Sul do Brasil
- Grã-Cruz da Ordem do Mérito Comercial e Industrial Classe Industrial de França

### Reforma
O Tribunal Central de Lisboa negou em 11 de maio de 2016 o pedido de Manuel Pinho para que lhe fosse atribuída um complemento de reforma, conforme previa o regulamento do fundo de pensões do BES para todos os administradores com 10 anos de permanência no cargo. As negociações do processo tinham sido interrompidas antes do colapso do BES.
Em abril de 2022, foi noticiado que Manuel Pinho paga um imposto de 25% sobre a pensão de reforma antecipada que recebe do Fundo de Pensões do Novo Banco no valor de 26.561 euros. Por se tratar de uma pré-reforma, a retenção do imposto na fonte é feita a título de rendimento do trabalho dependente e não de pensões. Pinho pagará essa taxa de imposto por ter residência em Alicante, no Sul de Espanha, e não em Portugal.
Após várias decisões judiciais contraditórias, tem, desde julho de 2023, a pensão de 26 mil euros sob arresto, no âmbito do processo extraído do processo EDP.

## Vida pessoal
Casou primeira vez com Maria Paula da Costa Serra, da qual teve três filhos e filhas, a mais nova das quais, Teresa Serra Gomes de Almeida de Pinho, casou no Santuário de Nossa Senhora da Rocha a 1 de Outubro de 2011 com Rodrigo Baleiro (1982), na altura ambos Consultores na Accenture.
Casou segunda vez com Maria Alexandra Fernandes da Fonseca, uma curadora de arte contemporânea, com 2 filhos, e viveram em Nova Iorque.